# Leopold en Loeb

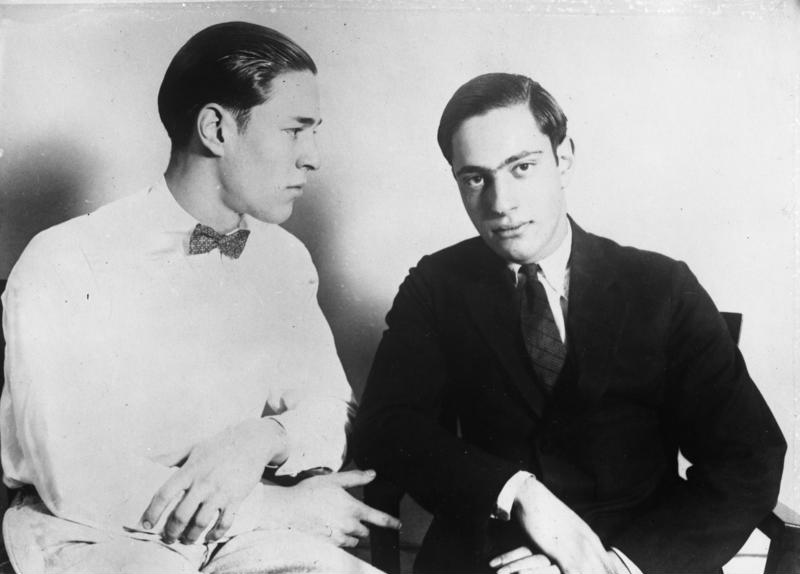
Richard Loeb (rechts) und Nathan Leopold (links) in augustus 1924

Nathan Freudenthal Leopold Jr. (19 november 1904 - 29 augustus 1971) en Richard Albert Loeb (11 juni 1905 - Stateville Penitentiary, 28 januari 1936), gewoonlijk gezamenlijk aangeduid als het duo Leopold and Loeb, waren twee rijke studenten aan de Universiteit van Chicago die in mei 1924 de 14-jarige Bobby Franks in Chicago ontvoerden en vermoordden. Ze pleegden de moord, in die tijd gekarakteriseerd als 'de misdaad van de eeuw', als een demonstratie van hun ogenschijnlijke intellectuele superioriteit, die hen volgens hen in staat stelde en het recht zou verlenen om een 'volmaakte misdaad' zonder gevolgen uit te voeren.
Nadat de twee mannen, als verdachten in de geruchtmakende naar hen genoemde schokkende moordzaak, waren gearresteerd, nam de familie van Loeb Clarence Darrow in de arm als advocaat voor hun verdediging. Darrows pleidooi van 12 uur tijdens de zitting over de veroordeling staat bekend om zijn invloedrijke kritiek op de doodstraf als vergeldende in plaats van transformatieve rechtvaardigheid. Beide jonge mannen werden veroordeeld tot levenslange gevangenisstraf plus 99 jaar. Loeb werd in 1936 vermoord door een medegevangene; Leopold werd in 1958 voorwaardelijk vrijgelaten.
De moord op Franks is de inspiratie geweest voor diverse dramatische werken, waaronder het toneelstuk Rope uit 1929 van Patrick Hamilton en de gelijknamige film uit 1948 van Alfred Hitchcock. Latere werken, zoals Compulsion (1959), een bewerking van de roman van Meyer Levin uit 1957, Swoon (1992) en Murder by Numbers (2002) waren ook gebaseerd op deze misdaad.

## Levensloop
Nathan Leopold werd op 19 november 1904 in Chicago geboren als zoon van Florence Foreman en Nathan Leopold, een rijke Duits-Joodse immigrantenfamilie. Als wonderkind beweerde hij zijn eerste woorden te hebben gesproken toen hij vier maanden oud was. Op het moment van de moord had Leopold een bachelordiploma behaald aan de Universiteit van Chicago met de onderscheiding Phi Beta Kappa en was hij van plan na een reis naar Europa te gaan studeren aan de Harvard Law School. Hij had naar verluidt 15 talen gestudeerd, beweerde er vijf vloeiend te spreken en had een zekere mate van nationale erkenning als ornitholoog bereikt.
Richard Loeb werd geboren op 11 juni 1905 in Chicago in de familie van Anna Henrietta Bohnen en Albert Henry Loeb, een rijke advocaat en gepensioneerd vicepresident van het bedrijf Sears, Roebuck & Company. Zijn vader was joods en zijn moeder was katholiek. Evenals Leopold was Loeb buitengewoon intelligent. Met de aanmoediging van zijn gouvernante sloeg hij enkele klassen over op school en werd hij op 17-jarige leeftijd de jongste afgestudeerde van de Universiteit van Michigan. Loeb was vooral verzot op geschiedenis en deed op het moment van de moord zijn afstudeerwerk in het onderwerp. In tegenstelling tot Leopold was hij niet overdreven geïnteresseerd in intellectuele bezigheden en gaf hij de voorkeur aan gezelligheid, tennissen en detectiveromans lezen.
De twee jonge mannen groeiden op met hun respectievelijke gezinnen in de welvarende wijk Kenwood aan de South Side van Chicago.
Hoewel Leopold en Loeb vooral los van elkaar opgroeiden, begonnen ze elkaar halverwege 1920 meer te zien en hun relatie bloeide op aan de Universiteit van Chicago, vooral nadat ze een wederzijdse interesse in misdaad ontdekten. Leopold was vooral gefascineerd door Friedrich Nietzsches concept van de Übermensch, die hem boeide als transcendente individuen met buitengewone en ongebruikelijke capaciteiten, wiens superieure intellect hem in staat zou stellen boven de wetten en regels uit te stijgen die de onbelangrijke, gemiddelde bevolking beperkten. Leopold geloofde dat hij en vooral Loeb zulke individuen waren. Als zodanig achtte hij zich door zijn interpretatie van Nietzsches doctrines niet gebonden aan de normale ethiek of regels van de samenleving. In een brief aan Loeb schreef Leopold: "Een superman ... is, vanwege bepaalde superieure kwaliteiten die inherent zijn aan hem, vrijgesteld van de gewone wetten die de mens beheersen. Hij is niet aansprakelijk voor wat hij ook doet."
Het paar begon hun vermeende immuniteit voor normale beperkingen kracht bij te zetten middels eenvoudige diefstal en vandalisme. Ze braken in bij een broederschapshuis aan de Universiteit van Michigan en stalen zakmessen, een camera en een typemachine die ze in de latere moordzaak gebruikten om hun losgeldbrief te typen. Vervolgens pleegden ze een reeks ernstigere misdrijven, waaronder brandstichting, maar niemand leek het op te merken. Teleurgesteld door de afwezigheid van media-aandacht voor hun misdaden, besloten ze een sensationele "perfecte misdaad" te plannen en uit te voeren die de publieke aandacht zou trekken en hun zelf-waargenomen status als "supermens" zou bevestigen.

## De moord op Bobby Franks
Leopold (toen 19 jaar oud) en Loeb (18) beschouwden de ontvoering en moord op een adolescent als hun perfecte misdaad. Ze hebben zeven maanden besteed aan het plannen van alles, van de methode van ontvoering tot het opruimen van het lichaam. Om de precieze aard van hun misdaad en hun motief te verdoezelen, besloten ze losgeld te eisen en bedachten ze een ingewikkeld plan voor het innen. Het omvat een lange reeks complexe afleverinstructies die per telefoon moesten worden gecommuniceerd. Ze typten de laatste reeks instructies met betrekking tot de daadwerkelijke geldafname in de vorm van een losgeldbrief, met behulp van de typemachine die uit het broederschapshuis was gestolen. Ze kochten een beitel als moordwapen.
Na een lange zoektocht naar een geschikt slachtoffer, voornamelijk op het terrein van de Harvard School for Boys in het Kenwood-gebied, waar Loeb was opgeleid, besloten ze Robert 'Bobby' Franks te kiezen, de 14-jarige zoon van een welgestelde horlogefabrikant Jacob Franks. Loeb kende Bobby Franks goed: Bobby was zijn achterneef, een buurman aan de overkant van de straat, en had herhaaldelijk tennis gespeeld bij de Loebs.

### De misdaad
Het paar zette hun plan in werking op de middag van 21 mei 1924. Met behulp van een auto die Leopold had gehuurd onder de naam Morton D. Ballard, boden ze Franks een lift aan terwijl hij van school naar huis liep. De jongen weigerde aanvankelijk omdat zijn bestemming minder dan twee straten verderop lag, maar Loeb haalde hem over om in de auto te stappen om te praten over een tennisracket dat hij had gebruikt. De precieze volgorde van de gebeurtenissen die volgden, blijft ter discussie staan, maar een overwicht van de mening plaatste Leopold achter het stuur van de auto terwijl Loeb met de beitel op de achterbank zat. Loeb sloeg Franks, die voor hem op de passagiersstoel zat, verschillende keren in zijn hoofd met de beitel, trok hem vervolgens naar de achterbank, waar hij werd gekneveld en spoedig stierf.
Met het lichaam op de vloerplaat uit het zicht reden Leopold en Loeb naar hun vooraf bepaalde stortplaats nabij Wolf Lake in Hammond, Indiana, 40 km ten zuiden van Chicago. Na het vallen van de avond verwijderden ze de kleren van Franks en gooiden ze deze weg, waarna ze het lichaam in een duiker verstopten langs de Pennsylvania Railroad-sporen ten noorden van het meer. Om de identiteit van het lichaam te verdoezelen, goten ze zoutzuur over zijn gezicht en zijn geslachtsdelen om het feit te verhullen dat hij besneden was.
Tegen de tijd dat de twee jongemannen naar Chicago terugkeerden, had zich reeds het bericht verspreid dat Franks vermist werd. Leopold belde Franks' moeder, identificeerde zichzelf als "George Johnson" en vertelde haar dat Franks was ontvoerd; instructies voor het afleveren van het losgeld zouden volgen. Nadat ze het getypte losgeldbriefje hadden opgestuurd, hun met bloed bevlekte kleding hadden verbrand en vervolgens de bloedvlekken van de bekleding van het gehuurde voertuig hadden verwijderd, brachten ze de rest van de avond door met kaartspel.
Toen de familie Franks de volgende ochtend het losgeldbriefje ontving, belde Leopold een tweede keer en dicteerde de eerste reeks instructies voor de betaling van het losgeld. Het ingewikkelde plan liep vrijwel onmiddellijk vast toen een nerveus familielid het adres vergat van de winkel waar hij de volgende instructies moest ontvangen, en het werd volledig verlaten toen het bericht kwam dat het lichaam van Franks was gevonden. Leopold en Loeb vernietigden de typemachine en verbrandden een plaid dat ze hadden gebruikt om het lichaam te verplaatsen. Daarna hervatten zij hun alledaagse leven alsof er niets gebeurd was.
De politie van Chicago startte een intensief onderzoek; beloningen werden ter informatie aangeboden. Terwijl Loeb rustig zijn dagelijkse routine voortzette, sprak Leopold vrijuit met politie en verslaggevers en bood theorieën aan iedereen die wilde luisteren. Hij zei zelfs tegen een rechercheur: "Als ik iemand zou vermoorden, zou het zo'n eigenwijs zoontje zijn als Bobby Franks."
De politie vond een bril bij het lichaam. Hoewel deze gebruikelijk was in recept en montuur, was ze voorzien van een ongebruikelijk scharnier dat door slechts drie klanten bleek gekocht en daardoor een aanknopingspunt opleverde.
Toen hij als verdachte werd ondervraagd, opperde Leopold dat zijn bril het vorige weekend tijdens een vogelspottocht uit zijn zak kon zijn gevallen. De vernietigde typemachine werd op 7 juni teruggevonden in Jackson Park Lagoon.
De twee mannen werden op 29 mei opgeroepen voor een formeel verhoor. Ze beweerden dat ze in de nacht van de moord twee vrouwen in Chicago hadden opgehaald met de auto van Leopold, en hen enige tijd later bij een golfbaan hadden afgezet zonder hun achternaam te kennen. Hun alibi kwam aan het licht toen de chauffeur van Leopold de politie vertelde dat hij die nacht de auto van Leopold aan het repareren was terwijl de mannen beweerden hem te gebruiken. De vrouw van de chauffeur bevestigde later dat de auto op de avond van de moord in de Leopoldgarage geparkeerd stond.

### Bekentenis
Loeb bekende eerst. Hij beweerde dat Leopold alles had gepland en Franks op de achterbank van de auto had gedood terwijl Loeb reed. Leopolds bekentenis volgde snel daarna, maar hij stond erop dat hij de chauffeur was en Loeb de moordenaar. Hun bekentenissen bevestigden overigens het meeste bewijs in de zaak. Leopold beweerde later in zijn over de zaak geschreven boek (lang nadat Loeb dood was) dat hij tevergeefs bij Loeb smeekte toe te geven Franks te hebben vermoord.
Zowel Leopold als Loeb gaven toe dat ze werden gedreven door hun sensatiezoekende Übermensch-waanideeën en hun streven om een "perfecte misdaad" te plegen. Geen van beiden beweerde te hebben verlangd naar de moord, maar Leopold gaf toe dat hij wilde weten hoe het zou zijn om een moordenaar te zijn. Hij was teleurgesteld dat hij zich hetzelfde voelde als altijd.
Het proces tegen Leopold en Loeb in het Cook County Courthouse in Chicago werd een mediaspektakel en het derde - na dat van Harry Thaw en Sacco en Vanzetti - werd bestempeld als 'het proces van de eeuw'. Loebs familie huurde Clarence Darrow in, een gerenommeerde advocaat, om het verdedigingsteam te leiden. Het gerucht ging dat Darrow $ 1 miljoen had gekregen voor zijn diensten, maar hij ontving eigenlijk $ 70.000 (equivalent aan $ 1.000.000 in 2019). Darrow nam de zaak aan omdat hij een fervent tegenstander van de doodstraf was.
Hoewel algemeen werd aangenomen dat de verdediging van de mannen gebaseerd zou zijn op een pleidooi om niet schuldig te zijn wegens krankzinnigheid, concludeerde Darrow dat een juryrechtspraak vrijwel zeker zou eindigen in een veroordeling en de doodstraf. Daarom koos hij ervoor om een schuldbekentenis in te dienen, in de hoop de rechter te overtuigen levenslange gevangenisstraf op te leggen.

### Vervolging en veroordeling
Het proces duurde 32 dagen. De procureur van de staat presenteerde meer dan 100 getuigen die de details van de misdaad documenteerden. De verdediging heeft uitgebreide psychiatrische getuigenissen afgelegd in een poging verzachtende omstandigheden vast te stellen, waaronder verwaarlozing tijdens de kinderjaren in de vorm van afwezig ouderschap en, in het geval van Leopold, seksueel misbruik door een gouvernante. Darrow belde een reeks deskundige getuigen die een waslijst van de afwijkingen van Leopold en Loeb boden. Een getuige getuigde van hun disfunctionele endocriene klieren, een andere van de waanvoorstellingen die tot hun misdaad hadden geleid.
Darrow's gepassioneerde, 12 uur durende "meesterlijke pleidooi" aan het einde van de zitting wordt de beste toespraak van zijn carrière genoemd. De belangrijkste thema’s waren de onmenselijke methoden en straffen van het Amerikaanse rechtssysteem en de jeugd en onvolwassenheid van de verdachten.
Op 10 september 1924 veroordeelde de rechter zowel Leopold als Loeb tot levenslange gevangenisstraf voor de moord en nog eens 99 jaar voor de ontvoering. Iets meer dan een maand later stierf Loebs vader aan hartfalen.

### Bestraffing en de moord op Loeb
Leopold en Loeb werden aanvankelijk gedetineerd in de Joliet-gevangenis. Hoewel ze zoveel mogelijk uit elkaar werden gehouden, wisten de twee een vriendschap achter de tralies te behouden. Leopold werd later overgebracht naar Stateville Penitentiary, en Loeb werd daar ook overgebracht.
Op 28 januari 1936 werd Loeb aangevallen door medegevangene James Day met een scheermes in een doucheruimte en stierf kort daarna in het gevangenisziekenhuis. Day beweerde dat Loeb hem had aangevallen, maar hij was ongedeerd terwijl Loeb meer dan 50 wonden opliep, waaronder verdedigende wonden aan zijn armen en handen; zijn keel was van achteren doorgesneden. Volgens nieuwsverslagen had Loeb Day voorgesteld; de autoriteiten, misschien in verlegenheid gebracht door publiciteit die het vermeende decadente gedrag in de gevangenis sensationeel maakte, oordeelden dat Day zichzelf had verdedigd.
Er is een seksueel motief voor deze moord gesuggereerd. Er is echter geen bewijs dat Loeb in de gevangenis een seksueel "roofdier" was, maar Day werd later minstens één keer betrapt tijdens een seksuele handeling met een medegevangene. In zijn autobiografie Life Plus 99 Years bespotte Leopold de bewering van Day dat Loeb had geprobeerd hem seksueel te misbruiken. Dit werd herhaald door de katholieke kapelaan van de gevangenis - een vertrouweling van Loeb - die zei dat het waarschijnlijker was dat Day Loeb had aangevallen nadat Loeb zijn avances had afgewezen.

### Verdere levensloop van Leopold
Na de dood van Loeb leed Leopold aan een depressie. Hij werd een modelgevangene en leverde veel belangrijke bijdragen aan het verbeteren van de omstandigheden in de Stateville Penitentiary. Deze omvatten het reorganiseren van de gevangenisbibliotheek, het vernieuwen van het onderwijssysteem en het lesgeven aan de studenten, en vrijwilligerswerk in het gevangenisziekenhuis. In 1944 meldde Leopold zich als vrijwilliger voor de Stateville Penitentiary Malaria Study; hij werd opzettelijk ingeënt met malariapathogenen en vervolgens onderworpen aan verschillende experimentele malariabehandelingen.
Begin jaren vijftig vroeg auteur Meyer Levin, een klasgenoot aan de Universiteit van Chicago, om medewerking van Leopold bij het schrijven van een roman over de geruchtgmakende moord waarvoor hij was veroordeeld. Leopold antwoordde dat hij niet wenste dat zijn verhaal in gefictionaliseerde vorm werd verteld, maar bood Levin een kans om bij te dragen aan zijn eigen memoires die aan de gang waren. Levin, die niet blij was met die suggestie, ging alleen door met zijn boek, ondanks Leopolds uitdrukkelijke bezwaren. De roman, getiteld Compulsion, werd gepubliceerd in 1956. Levin portretteerde Leopold (onder het pseudoniem Judd Steiner) als een briljante maar diep gestoorde tiener, psychologisch gedreven om te doden vanwege zijn moeilijke jeugd en een obsessie met Loeb. Leopold schreef later dat het lezen van Levins boek hem met walging vervulde.
Leopolds autobiografie Life Plus 99 Years werd gepubliceerd in 1958 als onderdeel van zijn campagne om voorwaardelijke vrijlating te verkrijgen. Toen hij zijn verslag begon met de onmiddellijke nasleep van de misdaad, kreeg hij brede kritiek op zijn opzettelijke weigering om over zijn jeugd te vertellen of details van de moord te beschrijven. Hij werd er ook van beschuldigd het boek alleen te hebben geschreven als een middel om zijn publieke imago te herstellen door de donkere kant van zijn verleden te negeren.
Na 33 jaar en talloze vergeefse verzoeken om voorwaardelijke vrijlating, werd Leopold in maart 1958 vrijgelaten. In april probeerde hij de Leopold Foundation op te richten, te financieren met royalty's van Life Plus 99 Years, 'om emotioneel gestoorde of achterlijke mensen te helpen'.